# Jeremy McGrath
Jeremy McGrath (San Francisco, California, Estados Unidos, 19 de noviembre de 1971) es un piloto de motocross estadounidense.  Su trayectoria le ha valido el apodo de "El Rey del Supercross".[cita requerida]
Consiguió 7 campeonatos en la categoría 250cc del Campeonato de la AMA de Supercross entre 1993 y 2000, además de 72 victorias finales, lo cual constituye un récord. Además fue campeón de la AMA de Motocross 250cc, logrando 15 victorias en dicha categoría. McGrath fue 2 veces campeón del mundo del Campeonato Mundial de Supercross de la FIM. También ganó dos ediciones del Motocross de la Naciones en 1993 y 1996 para la selección estadounidense, y obtuvo cinco medallas en los X Games.

## Carrera deportiva
A la temprana edad de 4 años tuvo su primera moto y para los 14 años ya participaba en carreras. Después consiguió dos campeonatos de Supercross en la categoría 125cc en la serie West Region en 1991 y 1992 como parte del equipo Team Pro Circuit Peak/Honda.
McGrath se convirtió en el primer corredor en ganar el campeonato Supercross en la categoría 250cc como novato en 1993 (únicamente igualado por Ryan Dungey en 2010). Ganó 4 campeonatos Supercross de manera consecutiva con el equipo Honda antes de cambiarse al equipo Suzuki para la temporada de 1997. McGrath logró conseguir el récord más impresionante a la fecha al ganar 14 de las 15 carreras en la categoría 250cc durante la temporada de 1996. Se cambió del equipo más fuerte al equipo más débil, ya que Suzuki no había ganado un campeonato en la máxima categoría desde 1981.
En 1998 emigró al equipo Yamaha donde retomó el campeonato de manera convincente. Ganó un par de campeonatos para Yamaha en 1999 y 2000 lo que ayudó a ubicar su récord de victorias en un nivel prácticamente inalcanzable.
En el 2003 firmó con el equipo KTM pero luego de un accidente durante la pretemporada decidió retirarse al inicio de la temporada Supercross 2003. 
En 2004 compitió en los X Games, obteniendo la medalla de oro en step up y la medalla de bronce en supermoto. En 2005, McGrath regresó del retiro con el equipo Honda para correr un número limitado de eventos en la serie Supercross. A los 34 años, logró acumular resultados consistentes en las primeras 5 posiciones. Asimismo, obtuvo la medalla de plata en la prueba de motocross de velocidad en los X Games de Los Ángeles. En 2006 fue medallista de plata en la prueba de step up en los X Games.